# دون ماكفرلين (منافس ألعاب قوى)
دون ماكفرلين هو منافس ألعاب قوى كندي، ولد في 1931 في تورونتو في كندا.

## وصلات خارجية
- دون ماكفرلين على موقع أوليمبيديا (الإنجليزية)